# St. Vitus (Sünninghausen)
Die römisch-katholische Pfarrkirche St. Vitus ist ein denkmalgeschütztes Kirchengebäude in Sünninghausen, einem Ortsteil von Oelde, im Kreis Warendorf (Nordrhein-Westfalen).

## Geschichte und Architektur

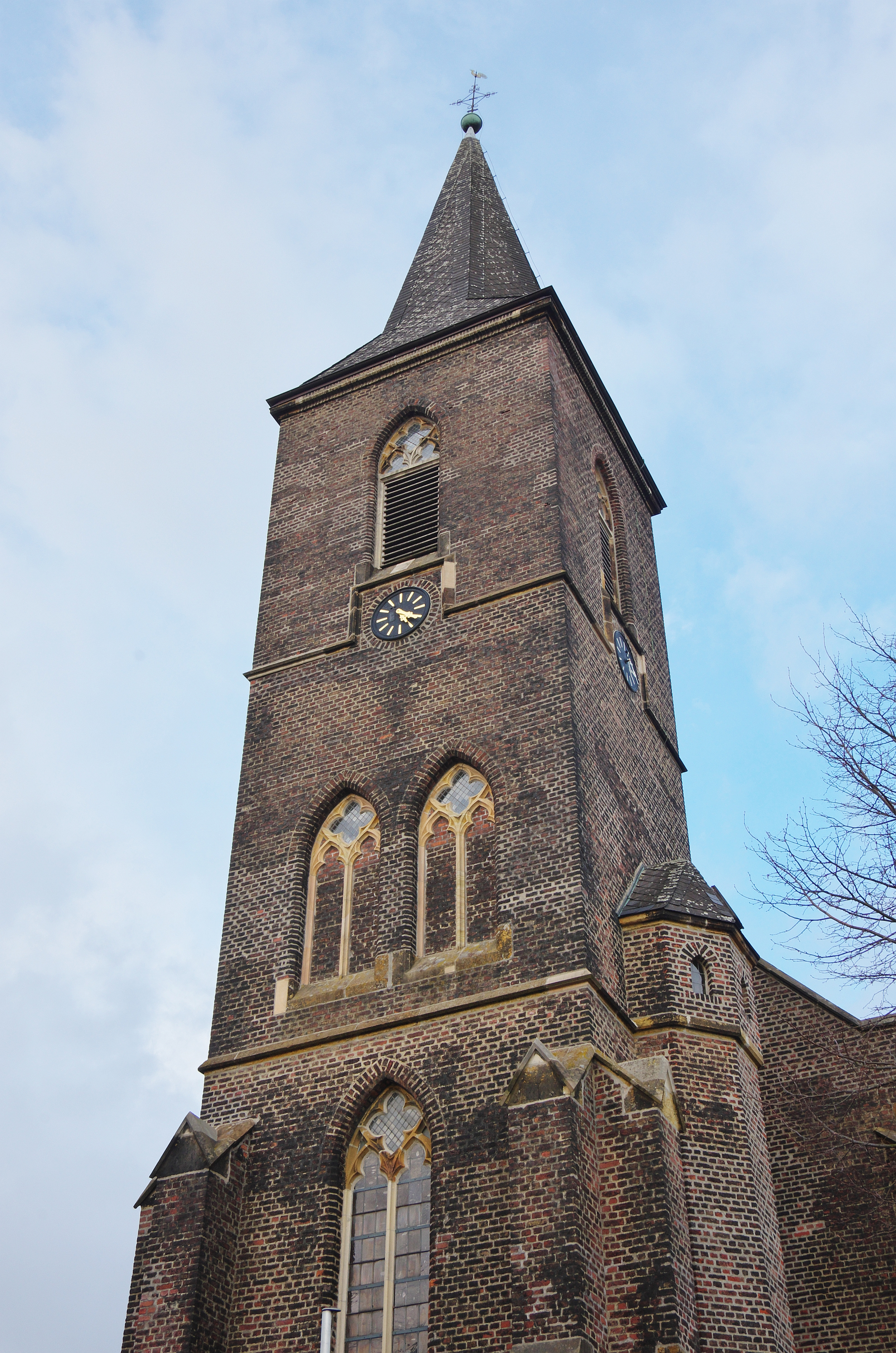
Der Turm von St. Vitus

Die Pfarrei ist seit 1276 urkundlich nachgewiesen. Der vierjochige Saalbau in neugotischen Formen, mit einem Chor im 5/8-Schluss, wurde 1865 unter der Leitung von Emil von Manger aus Ziegeln errichtet. Das Gebäude wird von einem mit Naturschiefer eingedecktem Satteldach bedeckt. Der Chor ist niedriger, als das Schiff. Im Südosten ist eine Sakristei angebaut. Im Westen schließt sich der Fassadenturm unter einem Helmdach an; sein Grundriss ist quadratisch.

## Ausstattung
- Das Sakramentshaus aus Baumberger Sandstein ist der Bunickman-Werkstatt zugeschrieben.
- Das in Öl auf Eiche gemalte Passionsretabel aus der Zeit um 1470, stammt aus dem Umkreis des Meisters von Liesborn. Es wurde stark übermalt.
- Ein geschnitztes Kruzifix ist eine Arbeit von der zweiten Hälfte des 14. Jahrhunderts
- Die Figur des Hl. Veit wurde Ende des 15. Jahrhunderts geschnitzt, er war ehemals gefasst.
- Die Schleifladenorgel wurde 1988 von S. Sauer aus Höxter-Ottbergen gebaut. Sie besitzt 19 Register sowie eine mechanische und elektrische Registertraktur.